# Forsvarets spesialkommando
Forsvarets spesialkommando (FSK) er en norsk militær specialstyrke under den norske hær. FSK indgår i Forsvarets spesialstyrker. FSK rekrutterer og uddanner faldskærmjagere og specialjægere. FSK omfatter også Jegertroppen, en afdeling bestående af værnepligtige kvindelige soldater.